# Vexillum deshayesi
Vexillum (Costellaria) deshayesi là một loài ốc biển nhỏ, là động vật thân mềm chân bụng sống ở biển trong họ Costellariidae.
Có một phân loài: Vexillum deshayesi alauda (Sowerby, 1874)

## Miêu tả
Loài này có kích thước giữa 10 mm and 30 mm

## Phân bố
Chúng phân bố ở Biển Đỏ, ở Ấn Độ Dương dọc theo Chagos, vùng bể Mascarene, Madagascar, Mauritius và Mozambique.